# 보르네오섬
보르네오섬(말레이어: Pulau Borneo 풀라우 보르네오[*], 인도네시아어: Kalimantan 칼리만탄[*], 영어: Borneo)은 세계에서 3번째로 큰 섬으로 말레이 제도의 한가운데 자리잡고 있고, 브루나이, 인도네시아, 말레이시아 세 나라의 영토로 나뉜다. 인도네시아에서는 칼리만탄섬(인도네시아어: Pulau Kalimantan 풀라우 칼리만탄[*], 문화어: 까리만딴섬)이라고 부른다. 한 섬에 세 나라가 함께 있는 것은 보르네오섬이 유일하다.
북쪽과 북서쪽은 남중국해, 북동쪽은 술루해, 동쪽은 술라웨시해와 마카사르 해협, 남쪽은 자바해와 카리마타 해협으로 둘러싸여 있다. 서쪽으로 말레이반도와 수마트라섬, 남쪽에 자와섬, 동쪽에 술라웨시섬, 북동쪽에 필리핀이 자리잡고 있다.
보르네오는 정치적으로 다음과 같이 나뉜다.
- 브루나이
- 인도네시아: 칼리만탄 지방 - 서부의 칼리만탄바랏주, 남부의 칼리만탄슬라탄주, 중부의 칼리만탄틍아주, 동부의 칼리만탄티무르주로 나뉨
- 말레이시아: 서부의 사라왁주와 동부의 사바주

|  |

## 지리적 특성
보르네오섬에는 아시아 최대의 열대 우림 지역으로 성장되어 있다. 그러나 무분별한 개간 행위가 지속되면서 보르네오섬이 점차 신음하고 있는 상태가 계속되자, 2019년 아마존 우림 산불을 능가하는 산불이 1997년 인도네시아에서 일어난 열대 우림 지대에서 발생되는 산불이 이어졌던 전력을 가지고 있으며, 인도네시아의 새 수도권이 성립될 계획에 있는 발릭파판도 역시 영국과 공동으로 지질을 조사한 결과, 발릭파판은 새로운 수도권으로 건립하기에는 매우 부정적인 시각을 다루고 있는 것으로 보이게 되지만 의문은 여전히 있다. 이 섬에 살고 있는 총 주민의 수는 약 2,300 만명으로, 타이완 전체 인구를 능가하고 있다.

## 지도
| 가잔 열도갠지스강고다바리강고비 사막나일강류큐 열도남중국해노르웨이해뉴기니섬네푸드 사막다싱안링산맥다뉴브강동시베리아해동중국해동해둥베이 · 평원랍테프해룹알할리 사막레나강마다가스카르섬마리아나 제도마르마라해말레이반도메콩강몰디브 제도몽골고원바렌츠해바이칼호바탄 제도발리섬발트해발하시호백해베링해벵골만보르네오섬북극해북해볼가강북드비나강브라마푸트라강사할린섬샤오싱안링산맥세이셸 군도소코트라섬수마트라섬술라웨시섬스리랑카섬스칸디나비아반도스타노보이산맥스프래틀리 군도시나이반도새머리싱가포르섬아나톨리아아덴만아라비아반도아라비아해아라푸라해아랄해아무르강아조프해아프리카의 뿔안다만 제도알타이산맥알류샨 열도에게해예니세이강오가사와라 제도오만만오비강오스트레일리아오호츠크해우랄강우랄산맥유프라테스강이란고원인더스강인도 아대륙인디기르카강인도양 (북부)인도차이나반도일본 열도자와섬주강장강치롄산맥카라해카라코람카스피해캄차카반도캅카스산맥캐롤라인 · 제도콜리마강쿠릴 열도쿤룬산맥크리스마스섬타이만대만타클라마칸 사막북태평양톈산산맥통킹만티그리스강티모르섬티베트고원파라셀 제도파미르페르시아만페초라강프라타스섬필리핀 제도필리핀해하이난한반도항가이산맥호르무즈홋카이도홍해화베이 · 평원황하황해흑해히말라야산맥힌두스탄 · 평원힌두쿠시class=notpageimage\| 아시아의 주요 지리 |